# Macronyx aurantiigula
El bisbita de Pangani (Macronyx aurantiigula) es una especie de ave paseriforme de la familia Motacillidae propia del este de África.

## Descripción
Mide unos 20 m de largo. Su garganta es de tono amarillo-anaranjado, y se encuentra bordeada por las bigoteras negras que se prolongan hacia abajo. Su dorso es jaspeado con diversos tonos de marrón, y su vientre es amarillo. En ejemplares inmaduros, el tono del vientre es más ante que amarillo y la banda negra en el pecho es menos conspicua. Sus laterales poseen pintas negras y ante. Su vuelo es irregular. Su llamada es un siuuweeeee agudo.

## Distribución y hábitat
Es propio de Tanzania, Kenia y Somalia. Su hábitat natural son la sabana seca y las praderas tropicales secas. Es una especie que predominantemente deambula por el suelo, en zonas a unos 1800 m s. n. m.